# 大林貞次
大林 貞次（おおばやし さだつぐ、生没年不詳）は、戦国時代の武将。通称勘左衛門。父は大林貞光。
大林氏は奥平氏の分家筋であり、父の代から大林氏を名乗ったという。兄に秀光がいる。
三河国牛窪城主・牧野成勝の家老。武将としての活動は定かではないが、山本勘助を養子にしていたことで知られる。文書によると実子がなかったので、縁のある山本貞幸の四男・源助（後の勘助）を養子にとり、勘助が成人して各国を放浪している頃に実子（名は貞則か）が誕生したため、勘助を廃嫡したという。

## テレビドラマ
- 風林火山（2007年、NHK大河ドラマ、大林勘左衛門：笹野高史）